# Liste der SPNV-Linien in Rheinland-Pfalz
Dieser Artikel listet alle Schienenpersonennahverkehrslinien in Rheinland-Pfalz auf.

## Nah- und Regionalverkehr
Die Züge des Rheinland-Pfalz-Taktes werden in Linien zusammengefasst.
- Linien oder -abschnitte mit einer Frequenz < 60 Minuten, meistens im 30-Minuten-Takt, sind fett dargestellt.
- Linien oder -abschnitte mit einer Frequenz > 60 Minuten, meistens im 120-Minuten-Takt, sind kursiv dargestellt.
- Linien oder -abschnitte außerhalb von Rheinland-Pfalz sind kleiner dargestellt.

### Linien 1–9
| Linie | Linienbezeichnung                                          | Linienweg | KBS             | Betreiber                                  | Fahrzeuge                                                                             |
| ----- | ---------------------------------------------------------- | --- | --------------- | ------------------------------------------ | ------------------------------------------------------------------------------------- |
| RE 1  | Südwest-Express                                            | Koblenz – Treis-Karden – Cochem – Wittlich – Trier – Dillingen – Saarbrücken – Homburg(Saar) – Kaiserslautern – Mannheim            | 690, 685, 670   | DB Regio Mitte                             | Stadler Flirt 3 (429.1)                                                               |
| RE 2  | Südwest-Express                                            | Koblenz – Boppard – Bingen – Mainz – Frankfurt Flughafen – Frankfurt                                                                | 471             | DB Regio Mitte                             | Stadler Flirt 3 (429.1)                                                               |
| RE 2  | Südwest-Express                                            | Koblenz – Boppard – Bingen – Mainz – Frankfurt Flughafen – Frankfurt                                                                | 471             | Vlexx (einzelne Fahrten)                   | Alstom Coradia LINT 81 (620) Alstom Coradia LINT 54 (622)                             |
| RE 3  | Nahe-Express                                               | Saarbrücken – Türkismühle – Idar-Oberstein – Kirn – Bad Kreuznach – Mainz – Frankfurt Flughafen – Frankfurt                         | 471, 680        | Vlexx                                      | 1–4 × Alstom Coradia LINT 81 (620) 1–4 × Alstom Coradia LINT 54 (622)                 |
| RE 4  | Südwest-Express                                            | Karlsruhe – Graben-Neudorf – Germersheim – Speyer – Ludwigshafen – Frankenthal – Worms – Mainz – Frankfurt                          | 659             | DB Regio Mitte                             | Stadler Flirt 3 (429.1) Baureihe 425                                                  |
| RE 4  | Südwest-Express                                            | Karlsruhe – Graben-Neudorf – Germersheim – Speyer – Ludwigshafen – Frankenthal – Worms – Mainz – Frankfurt                          | 659             | Vlexx (einzelne Fahrten Mainz – Frankfurt) | Alstom Coradia LINT 81 (620) Alstom Coradia LINT 54 (622)                             |
| RE 5  | Rhein-Express                                              | Wesel – Duisburg – Düsseldorf – Köln – Bonn – Remagen – Andernach – Koblenz                                                         | 470             | National Express                           | 2 × Siemens Desiro HC (462)                                                           |
| RE 6  | Pfälzische Maximiliansbahn                                 | Kaiserslautern – Neustadt – Landau – Winden – Wörth – Karlsruhe                                                                     | 676             | DB Regio Mitte                             | 1–3 × Bombardier Talent (643) 1–3 × Baureihe 628 Baureihe 218 + 3 Doppelstockwagen    |
| RE 7  | Radexpress Murgtäler (ein Zugpaar an Sonn- und Feiertagen) | Ludwigshafen – Mannheim – Heidelberg – Bruchsal – Karlsruhe – Rastatt – Gaggenau – Schönmünzach – Freudenstadt Stadt – Freudenstadt | 701, 702, 710.8 | DB Regio Mitte                             | Alstom Coradia Continental (1440)                                                     |
| RE 8  | Rhein-Erft-Express                                         | Mönchengladbach – Grevenbroich – Köln – Porz (Rhein) – Bonn-Beuel – Neuwied – Koblenz Stadtmitte – Koblenz                          | 465             | DB Regio NRW                               | 2 × Alstom Coradia Continental (1440)                                                 |
| RE 9  | Rhein-Sieg-Express                                         | Aachen – Düren – Köln – Siegburg/Bonn – Au – Betzdorf – Siegen                                                                      | 460             | DB Regio NRW                               | 2 × Bombardier Talent 2 (442) Baureihe 146 + 5–6 Doppelstockwagen (jeweils 4 Umläufe) |

### Linien 10–19
| Linie | Linienbezeichnung                                 | Linienweg | KBS      | Betreiber      | Fahrzeuge                                                 |
| ----- | ------------------------------------------------- | --- | -------- | -------------- | --------------------------------------------------------- |
| RB 10 | RheingauLinie                                     | Neuwied – Koblenz – St. Goarshausen – Kaub – Rüdesheim – Wiesbaden – Frankfurt                                            | 466      | VIAS           | 1–2 × Stadler Flirt (427)                                 |
| RE 11 | DeLux-Express                                     | Luxembourg – Wasserbillig – Igel – Kreuz-Konz – Trier-Süd – Trier – Schweich – Wittlich – Cochem – Treis-Karden – Koblenz | 690, 693 | CFL            | Stadler KISS                                              |
| RE 12 | Eifel-Mosel-Express                               | Köln – Euskirchen – Kall – Gerolstein – Bitburg-Erdorf – Trier                                                            | 474      | DB Regio NRW   | Alstom Coradia LINT 81 (620) Bombardier Talent (644)      |
| RE 13 | Donnersbergbahn                                   | Mainz – Nieder-Olm – Wörrstadt – Alzey – Kirchheimbolanden                                                                | 661      | Vlexx          | Alstom Coradia LINT 81 (620) Alstom Coradia LINT 54 (622) |
| RE 14 | Südwest-Express                                   | Frankfurt – Mainz – Worms – Ludwigshafen Mitte – Mannheim                                                                 | 660      | DB Regio Mitte | Stadler Flirt 3 (429.1)                                   |
| RE 15 |                                                   | Mainz – Bad Kreuznach – Hochspeyer – Kaiserslautern                                                                       | 672, 680 | Vlexx          | Alstom Coradia LINT 81 (620) Alstom Coradia LINT 54 (622) |
| RE 16 | Trier-Lorraine-Express (nur Sa, So und Feiertags) | Trier – Perl – Thionville – Metz                                                                                          | 692      | TER Grand Est  | Alstom Coradia A TER (X 73900)                            |
| RE 17 |                                                   | Koblenz – Boppard – Bingen – Bad Kreuznach – Bad Münster am Stein – Kaiserslautern                                        | 471, 672 | Vlexx          | Alstom Coradia LINT 81 (620) Alstom Coradia LINT 54 (622) |

### Linien 20–29
| Linie       | Linienbezeichnung                                                               | Linienweg | KBS                | Betreiber                 | Fahrzeuge                                                                                |
| ----------- | ------------------------------------------------------------------------------- | --- | ------------------ | ------------------------- | ---------------------------------------------------------------------------------------- |
| RE 21       | Rheintal-Express(Nur Mai–Oktober, nur So und Feiertags, je Richtung 1 × am Tag) | Koblenz – Bingen – Bad Kreuznach – Neustadt – Landau – Wörth – Karlsruhe                                                       | 471, 672, 670, 676 | DB Regio Mitte            | Baureihe 628                                                                             |
| RE 22 RB 22 | Eifel-Express                                                                   | Köln – Euskirchen – Kall – Gerolstein – Bitburg-Erdorf – Trier Fährt von Köln bis Kall als RE22, danach bis Trier RB22         | 474                | DB Regio NRW              | Alstom Coradia LINT 81 (620) Alstom Coradia LINT 54 (622)                                |
| RB 23       | Lahn-Eifel-Bahn                                                                 | Mayen – Andernach – Koblenz – Bad Ems – Nassau – Limburg                                                                       | 478, 470, 625      | DB Regio Mitte            | Bombardier Talent (643) Alstom Coradia LINT 27 (640) Alstom Coradia LINT 41 (648)        |
| RB 24       | Eifel-Bahn                                                                      | Köln – Euskirchen – Kall – Gerolstein                                                                                          | 474                | DB Regio NRW              | Alstom Coradia LINT 81 (620) Alstom Coradia LINT 54 (622)                                |
| RE 25       | Lahntal-Express                                                                 | Koblenz – Bad Ems – Nassau – Limburg – Weilburg – Wetzlar – Gießen                                                             | 625                | DB Regio Mitte            | Bombardier Talent (643) Alstom Coradia LINT 27 (640) Alstom Coradia LINT 41 (648)        |
| RB 26       | MittelrheinBahn                                                                 | Köln – Bonn – Remagen – Andernach – Koblenz – Boppard – Bingen – Mainz                                                         | 470, 471           | trans regio               | 1–3 × Siemens Desiro ML (460) 1–2 × Siemens Mireo (463) (nur zwischen Koblenz und Mainz) |
| RB 27       | Rhein-Erft-Bahn                                                                 | Mönchengladbach – Köln – Köln/Bonn Flughafen – Bonn-Beuel – Linz – Neuwied – Engers – Vallendar – KO Ehrenbreitstein – Koblenz | 465                | DB Regio NRW              | 1–2 × Baureihe 425                                                                       |
| RB 29       | Unterwesterwaldbahn                                                             | Siershahn – Montabaur – Dreikirchen – Limburg                                                                                  | 629                | Hessische Landesbahn GmbH | Stadler GTW (646) Alstom Coradia LINT 27 (640) Alstom Coradia LINT 41 (648)              |

### Linien 30–39
| Linie | Linienbezeichnung | Linienweg | KBS      | Betreiber                | Fahrzeuge                                                 |
| ----- | ----------------- | --- | -------- | ------------------------ | --------------------------------------------------------- |
| RB 30 | Rhein-Ahr-Bahn    | Bonn – Remagen – Bad Neuenahr – Ahrweiler – Dernau – Ahrbrück | 470, 477 | DB Regio NRW             | Alstom Coradia LINT 81 (620) Alstom Coradia LINT 54 (622) |
| RB 31 | Donnersbergbahn   | Mainz – Nieder-Olm – Wörrstadt – Alzey – Kirchheimbolanden | 661      | Vlexx                    | Alstom Coradia LINT 81 (620) Alstom Coradia LINT 54 (622) |
| RB 33 | Nahetalbahn       | Mainz – Bad Kreuznach – Kirn – Idar-Oberstein (– Neubrücke) | 680      | Vlexx                    | Alstom Coradia LINT 81 (620) Alstom Coradia LINT 54 (622) |
| RB 34 | Nahetalbahn       | Kirn – Idar-Oberstein – Heimbach – Baumholder | 680      | Vlexx                    | Alstom Coradia LINT 81 (620) Alstom Coradia LINT 54 (622) |
| RB 35 | Rheinhessenbahn   | Bingen Hbf - Bingen Stadt – Sprendlingen – Alzey – Monsheim – Worms - Frankenthal Hbf - Ludwigshafen Hbf - Ludwigshafen Mitte - Mannheim Hbf (letzte Fahrt) Mo-Fr        | 662      | DB Regio Mitte           | Alstom Coradia LINT 54 (622) Alstom Coradia LINT 41 (623) |
| RB 35 | Rheinhessenbahn   | Bingen Hbf - Bingen Stadt – Sprendlingen – Alzey – Monsheim – Worms - Frankenthal Hbf - Ludwigshafen Hbf - Ludwigshafen Mitte - Mannheim Hbf (letzte Fahrt) Mo-Fr        | 662      | Vlexx (einzelne Fahrten) | Alstom Coradia LINT 81 (620) Alstom Coradia LINT 54 (622) |
| RE 36 |                   | Bingen Hbf – Bad Kreuznach – Rockenhausen – Winnweiler – Neustadt – Landau – Winden – Wörth – Karlsruhe Hbf (2 Fahrtenpaare täglich, Juli–Dezember 2024 + ab April 2025) | 672, 676 | DB Regio Mitte           | 2 × Bombardier Talent (643)                               |
| RB 37 | Hunsrückbahn      | Boppard – Buchholz – Emmelshausen | 479      | Transdev SE & Co. KG     | Stadler Regio-Shuttle RS1 (650)                           |
| RB 38 | Lahn-Eifel-Bahn   | Kaisersesch – Mayen – Mendig – Andernach | 478      | DB Regio Mitte           | Alstom Coradia LINT 41 (648)                              |
| RB 39 | Ahrtalbahn        | Remagen – Bad Neuenahr – Ahrweiler – Dernau | 477      | DB Regio NRW             | Alstom Coradia LINT 54 (622)                              |

### Linien 40–49
| Linie | Linienbezeichnung               | Linienweg                                                                        | KBS   | Betreiber      | Fahrzeuge                                                 |
| ----- | ------------------------------- | -------------------------------------------------------------------------------- | ----- | -------------- | --------------------------------------------------------- |
| RB 45 | Pfälzische Nordbahn             | Neustadt – Bad Dürkheim – Freinsheim – Grünstadt – Monsheim                      | 667   | DB Regio Mitte | Alstom Coradia LINT 54 (622) Alstom Coradia LINT 41 (623) |
| RB 46 | Eistalbahn                      | Frankenthal – Freinsheim – Grünstadt – Ramsen – Eiswoog                          | 666   | DB Regio Mitte | Alstom Coradia LINT 54 (622) Alstom Coradia LINT 41 (623) |
| RB 48 | Zellertalbahn (Nur Mai–Oktober) | Kaiserslautern – Hochspeyer – Enkenbach – Göllheim-Dreisen – Marnheim – Monsheim | 662.1 | DB Regio Mitte | Bombardier Talent (643)                                   |

### Linien 50–59
| Linie | Linienbezeichnung                                | Linienweg | KBS   | Betreiber      | Fahrzeuge                                                         |
| ----- | ------------------------------------------------ | --- | ----- | -------------- | ----------------------------------------------------------------- |
| RB 51 |                                                  | Neustadt – Landau – Winden – Wörth – Karlsruhe                                                                       | 676   | DB Regio Mitte | Bombardier Talent (643) Baureihe 628 (ersatzweise)                |
| RB 52 |                                                  | Wörth – Hagenbach – Berg – Lauterbourg                                                                               | 677.1 | DB Regio Mitte | Bombardier Talent (643) Baureihe 628 (vereinzelt)                 |
| RB 53 |                                                  | Neustadt – Landau – Winden – Wissembourg                                                                             | 679   | DB Regio Mitte | Bombardier Talent (643) Baureihe 628                              |
| RB 54 | Kurbadlinie                                      | Winden – Bad Bergzabern                                                                                              | 678   | DB Regio Mitte | Bombardier Talent (643) Baureihe 628 (vereinzelt)                 |
| RB 55 | Queichtalbahn                                    | Pirmasens – Hinterweidenthal – Annweiler am Trifels – Landau                                                         | 675   | DB Regio Mitte | Bombardier Talent (643)                                           |
| RB 56 | Wieslauterbahn (Nur Mai–Oktober, Nur Sa, So, Mi) | (Karlsruhe – Landau – Annweiler am Trifels –) Hinterweidenthal Ost –Hinterweidenthal Ort – Dahn – Bundenthal-Rumbach | 675.1 | DB Regio Mitte | Siemens Desiro Classic (642) Bombardier Talent (643) Baureihe 628 |

### Linien 60–69
| Linie | Linienbezeichnung  | Linienweg | KBS | Betreiber      | Fahrzeuge                                                                           |
| ----- | ------------------ | --- | --- | -------------- | ----------------------------------------------------------------------------------- |
| RB 62 | Riedbahn           | Worms – Hofheim – Biblis                                                                                            | 655 | DB Regio Mitte | Alstom Coradia LINT 54 (622) Baureihe 425 (vereinzelt)                              |
| RB 63 | Nibelungenbahn     | Worms – Bürstadt – Lorsch – Bensheim                                                                                | 653 | DB Regio Mitte | Alstom Coradia LINT 54 (622) Alstom Coradia LINT 41 (623) Baureihe 425 (vereinzelt) |
| RB 64 | Biebermühlbahn     | Pirmasens – Waldfischbach – Schopp – Kaiserslautern                                                                 | 672 | DB Regio Mitte | Siemens Desiro Classic (642) Bombardier Talent (643)                                |
| RB 65 | Alsenztalbahn      | Kaiserslautern – Enkenbach – Rockenhausen – Alsenz – Bad Münster am Stein – Bad Kreuznach – Langenlonsheim – Bingen | 672 | DB Regio Mitte | Siemens Desiro Classic (642) Bombardier Talent (643) Baureihe 628 (vereinzelt)      |
| RB 66 | Lautertalbahn      | Kaiserslautern – Wolfstein – Lauterecken-Grumbach                                                                   | 673 | DB Regio Mitte | Bombardier Talent (643)                                                             |
| RB 67 | Steinbahn          | Kaiserslautern – Landstuhl – Ramstein – Altenglan – Kusel                                                           | 671 | DB Regio Mitte | Bombardier Talent (643) Baureihe 628 (vereinzelt)                                   |
| RB 68 | Schwarzbachtalbahn | Saarbrücken – Blieskastel-Lautzkirchen – Zweibrücken – Pirmasens                                                    | 674 | DB Regio Mitte | Siemens Desiro Classic (642)                                                        |

### Linien 70–79
| Linie | Linienbezeichnung | Linienweg                                                               | KBS      | Betreiber                 | Fahrzeuge                                  |
| ----- | ----------------- | ----------------------------------------------------------------------- | -------- | ------------------------- | ------------------------------------------ |
| RB 70 |                   | Merzig – Dillingen – Saarbrücken – Homburg – Landstuhl – Kaiserslautern | 685, 670 | DB Regio Mitte            | Alstom Coradia Continental (1440)          |
| RB 71 | Saartal-Bahn      | Trier – Merzig – Dillingen – Saarbrücken – Homburg                      | 685      | DB Regio Mitte            | Alstom Coradia Continental (1440)          |
| RB 73 | Bliestal-Bahn     | Saarbrücken – St. Wendel – Türkismühle – Neubrücke                      | 680      | Vlexx                     | Bombardier Talent 3                        |
| RB 75 | Rhein-Main-Bahn   | Wiesbaden – Mainz – Groß-Gerau – Darmstadt – Dieburg – Aschaffenburg    | 651      | Hessische Landesbahn GmbH | Alstom Coradia Continental (1440.1/1440.3) |

### Linien 80–89
| Linie | Linienbezeichnung | Linienweg                                                              | KBS      | Betreiber            | Fahrzeuge                                                                                    |
| ----- | ----------------- | ---------------------------------------------------------------------- | -------- | -------------------- | -------------------------------------------------------------------------------------------- |
| RB 81 | Moseltal-Bahn     | Koblenz – Treis-Karden – Cochem – Bullay – Wittlich – Trier            | 690      | DB Regio Mitte       | Bombardier Talent 2 (442), Alstom Coradia Continental (1440), Bombardier/ADtranz ET 425(425) |
| RB 82 | Elbling-Express   | Trier – Wincheringen – Perl                                            | 692      | DB Regio Mitte       | Bombardier Talent 2 (442)                                                                    |
| RB 83 |                   | Luxembourg – Wasserbillig – Trier-West – Wittlich (verkehrt nur Mo–Sa) | 690, 693 | CFL, DB Regio Mitte  | Stadler KISS                                                                                 |
| RB 84 |                   | Trier-Hafenstr. – Trier-West – Konz – Saarburg                         |          | DB Regio Mitte       |                                                                                              |
| RB 85 | Moselweinbahn     | Bullay – Reil – Traben-Trarbach                                        | 691      | Transdev SE & Co. KG | Stadler Regio-Shuttle RS1 (650)                                                              |
| RB 87 |                   | Luxembourg – Wasserbillig – Trier-Hbf                                  | 693      | CFL                  | Stadler KISS                                                                                 |

### Linien 90–99
| Linie | Linienbezeichnung    | Linienweg | KBS      | Betreiber                 | Fahrzeuge                                                                   |
| ----- | -------------------- | --- | -------- | ------------------------- | --------------------------------------------------------------------------- |
| RB 90 | Westerwald-Sieg-Bahn | Siegen – Betzdorf – Au – Altenkirchen – Westerburg – Staffel – Limburg (HVZ-Verstärker zwischen Betzdorf und Altenkirchen) | 460, 461 | Hessische Landesbahn GmbH | Alstom Coradia LINT 41 (648/1648) vereinzelt LINT 27 (640) und Baureihe 629 |
| RB 93 | Rothaarbahn          | Betzdorf – Siegen – Erndtebrück – Bad Berleburg                                                                            | 460, 443 | Hessische Landesbahn GmbH | Alstom Coradia LINT 41 (648/1648) (vereinzelt LINT 41+LINT27)               |
| RB 96 | Hellertalbahn        | Betzdorf – Neunkirchen – Burbach – Haiger – Dillenburg                                                                     | 462      | Hessische Landesbahn GmbH | Alstom Coradia LINT 41 (1648)                                               |
| RB 97 | Daadetalbahn         | Betzdorf – Alsdorf – Daaden                                                                                                | 463      | Westerwaldbahn GmbH       | 1–2× Stadler GTW (646)                                                      |

### Weitere Linien
| Linie | Linienbezeichnung   | Linienweg                                                                   | KBS                     | Betreiber | Fahrzeuge                    |
| ----- | ------------------- | --------------------------------------------------------------------------- | ----------------------- | --------- | ---------------------------- |
| EX    | Elsass-Express      | Mainz – Alzey – Bad Dürkheim – Neustadt – Landau – Winden – Wissembourg     | 661, 662, 667, 676, 679 | Vlexx     | Alstom Coradia LINT 81 (620) |
| WX    | Weinstraßen-Express | Koblenz – Bingen – Bad Kreuznach – Neustadt – Landau – Winden – Wissembourg | 471, 672, 670, 676, 679 | Vlexx     | Alstom Coradia LINT 81 (620) |

## Stadtbahn- und S-Bahn-Verkehr
| Linie | Linienbezeichnung   | Linienweg | KBS          | Betreiber                                    | Fahrzeuge                                     |
| ----- | ------------------- | --- | ------------ | -------------------------------------------- | --------------------------------------------- |
| 4/4A  | Rhein-Haardtbahn    | Bad Dürkheim – Maxdorf – Ludwigshafen – Mannheim – MA-Gartenstadt                                                                                          | 668, 669     | Rhein-Neckar-Verkehr                         | 6MGT, 8MGT, RNV8 (Variobahn)                  |
| 9     | RNV-Express         | Bad Dürkheim – Maxdorf – Ludwigshafen – Mannheim ( – Edingen – Heidelberg)                                                                                 | 668, 669     | Rhein-Neckar-Verkehr                         | RNV6 (Variobahn)                              |
| S 1   | S-Bahn RheinNeckar  | Homburg – Kaiserslautern – Neustadt – Ludwigshafen – Mannheim – Heidelberg – Eberbach – Mosbach – Osterburken                                              | 665.1–2      | DB Regio Mitte                               | Baureihe 425                                  |
| S 2   | S-Bahn RheinNeckar  | Kaiserslautern – Neustadt – Ludwigshafen – Mannheim – Heidelberg – Eberbach – Mosbach                                                                      | 665.1–2      | DB Regio Mitte                               | Baureihe 425                                  |
| S 3   | S-Bahn RheinNeckar  | Karlsruhe - Wörth - Germersheim – Speyer – Ludwigshafen – Mannheim – Heidelberg – Wiesloch-Walldorf – Bruchsal – Karlsruhe                                 | 665.3–4      | DB Regio Mitte                               | Baureihe 425                                  |
| S 33  | S-Bahn RheinNeckar  | Germersheim – Philippsburg – Graben-Neudorf – Karlsdorf – Bruchsal                                                                                         | 665.3–4, 704 | DB Regio Mitte                               | Baureihe 425                                  |
| S 4   | S-Bahn RheinNeckar  | Germersheim – Speyer – Ludwigshafen – Mannheim – Heidelberg – Wiesloch-Walldorf – Bruchsal                                                                 | 665.3–4      | DB Regio Mitte                               | Baureihe 425                                  |
| S 6   | S-Bahn RheinNeckar  | Bensheim – Weinheim – Mannheim – Ludwigshafen – Frankenthal – Worms – Mainz                                                                                | 660          | DB Regio Mitte                               | Siemens Mireo (463) Baureihe 425 (ein Umlauf) |
| S 5   | Stadtbahn Karlsruhe | Wörth Badepark – Wörth – Knielingen – Karlsruhe Entenfang – Karlsruhe Marktplatz – Karlsruhe-Durlach – Pfinztal – Pforzheim                                | 710.5        | Albtal-Verkehrs-Gesellschaft, DB Regio Mitte | GT8-100D/2S-M, ET 2010                        |
| S 51  | Stadtbahn Karlsruhe | Germersheim – Bellheim – Rülzheim – Rheinzabern – Wörth – Knielingen – Karlsruhe Entenfang – Karlsruhe Marktplatz – Karlsruhe-Durlach – Berghausen (Baden) | 710.51       | Albtal-Verkehrs-Gesellschaft, DB Regio Mitte | GT8-100D/2S-M, ET 2010                        |
| S 52  | Stadtbahn Karlsruhe | Germersheim – Bellheim – Rülzheim – Rheinzabern – Wörth – Karlsruhe-Mühlburg – Karlsruhe Entenfang – Karlsruhe Hbf – Karlsruhe Marktplatz                  | 710.51       | Albtal-Verkehrs-Gesellschaft                 | GT8-100D/2S-M, ET 2010                        |
| S8    | S-Bahn Rhein-Main   | Wiesbaden – Mainz – Rüsselsheim – Frankfurt Flughafen – Frankfurt – Frankfurt Hauptwache – Offenbach Ost – Hanau                                           | 645.8–9      | DB Regio                                     | Baureihe 430                                  |

## Änderungen
Die folgende Tabelle zeigt alle beschlossenen Änderungen zu zukünftigen Fahrplanwechseln:
| Linie                                         | Laufweg neu                                                                                      | Veränderung | Fahrzeugeinsatz                               | Belege                                        |
| geplant Fahrplanwechsel 2024/2025, verschoben | geplant Fahrplanwechsel 2024/2025, verschoben                                                    | geplant Fahrplanwechsel 2024/2025, verschoben | geplant Fahrplanwechsel 2024/2025, verschoben | geplant Fahrplanwechsel 2024/2025, verschoben |
| --------------------------------------------- | ------------------------------------------------------------------------------------------------ | --- | --------------------------------------------- | --------------------------------------------- |
| RB 52                                         | (Karlsruhe) – Wörth – Lauterbourg – Strasbourg                                                   | Zusammenlegung der Züge Wörth – Lauterbourg und Lauterbourg – Strasbourg und Verlängerung nach Karlsruhe                                                                             | Alstom Coradia Polyvalent der SNCF            | [ 2 ]                                         |
| RB 53                                         | Neustadt – Landau – Winden – Wissembourg – Haguenau – Strasbourg                                 | Zusammenlegung der Züge Neustadt – Wissembourg und Wissembourg – Strasbourg | Alstom Régiolis der SNCF                      | [ 3 ]                                         |
| Fahrplanwechsel 2025/2026                     |                                                                                                  | |                                               |                                               |
| RE 19                                         | (Kobern-Gondorf –) Koblenz Hbf – Rüdesheim – Mainz-Kastel – Frankfurt Hbf                        | Einführung einer neuen zweistündlichen rechtsrheinischen RE-Linie ohne Halt in Wiesbaden                                                                                             | Stadler Flirt 2 (427)                         | [ 4 ]                                         |
| RB 30                                         | Bonn – Remagen – Bad Neuenahr – Ahrweiler – Dernau – Ahrbrück                                    | Weiterbetrieb durch DB Regio, sukzessive Umstellung auf elektrische Triebzüge nach Elektrifizierung der Ahrtalbahn                                                                   | Bombardier Talent 2 (442)                     | [ 5 ]                                         |
| RB 32                                         | (Boppard Hbf – Koblenz Hbf – Andernach –) Remagen – Bad Neuenahr – Ahrweiler – Dernau – Ahrbrück | neue Linie, Ersatz der RB 39, zweistündige Verbindung zwischen Boppard und Ahrbrück, Betrieb durch trans regio, Anvisierung eines 20-Minuten Taktes mit der RB 30 auf der Ahrtalbahn | Siemens Mireo (463)                           | [ 6 ]                                         |
| RE 36                                         | Koblenz Hbf – Bingen – Bad Kreuznach – Neustadt (Wstr) – Landau – Wörth (Rhein) – Karlsruhe      | Direktverbindung Samstag + Sonntag |                                               | [ 7 ]                                         |
| RB 39                                         |                                                                                                  | Einstellung, Ersatz durch RB 32 |                                               | [ 8 ]                                         |